# Wings (Magazin)
Wings (jap. ウィングス, Wingusu), früher Gekkan Wings (月刊ウィングス), ist ein japanisches Manga-Magazin, das sich an ein jugendliches weibliches Publikum richtet und daher zur Shōjo-Kategorie gezählt wird. Es konzentriert sich auf Fantasy- und Science-Fiction-Serien, oft mit Bezug zu Anime-Serien. Einige Serien sind auch dem Genre Boys’ Love zuzuordnen oder enthalten Anspielungen darauf. Das Schwestermagazin Dear+ dagegen enthält ausschließlich explizite Boys’ Love-Geschichten. Wings erscheint seit 1982 monatlich bei Shinshokan. Sonderausgaben erscheinen unter den Titeln Un Poco (ウンポコ, Unpoko) und Shōsetsu Wings (小説Wings). In der Vergangenheit gab es auch die Sonderausgaben-Reihen South (サウス, Sausu), Phantom Club (ファントムクラブ, Fantomu Kurabu) und Huckleberry (ハックルベリー, Hakkuruberī).

## Serien (Auswahl)
- Café Kichijōji de von Yuki Miyamoto und Kyoko Negishi
- Capricorn von Johji Manabe
- Demon Flowers von Hakase Mizuki
- Doragon Kishi-dan von Mineko Ohkami
- Earthian von Yun Kouga
- Fight!! von Pink Aomata
- Hyakushō Kizoku von Hiromu Arakawa
- Kuro no Taiyō Gin no Tsuki von Tomo Maeda
- Kyūketsu Yūgi von Judal
- Liling-Po von Ako Yutenji
- Meteor Methuselah von Kaori Ozaki
- Prime Minister von Eiki Eiki
- Princess Ai von Misaho Kujiradō
- Princess Princess von Mikiyo Tsuda
- RG Veda von Clamp
- Seiyō Kottō Yōgashiten von Fumi Yoshinaga
- Tenkaichi!! von Pink Aomata
- Tokyo Babylon von Clamp
- Weiß Kreuz von Takehito Koyasu und Kyoko Tsuchiya